# Croix Saint-Yves (Boqueho)
Pour les articles homonymes, voir Croix Saint-Yves (homonymie).
La croix Saint-Yves est située sur la commune de Boqueho en France.

## Localisation
La croix est située sur la commune de Boqueho dans le département des Côtes-d'Armor, dans la région Bretagne.

## Description
La croix a été érigée par les seigneurs de Kermedret, de la maison de Botmillau, et ornée de six écussons à leurs alliances et autres sculptures (Crucifixion ; Vierge à l'Enfant).

## Historique
La croix est inscrite au titre des monuments historiques par arrêté du 9 mars 1927.

## Galerie

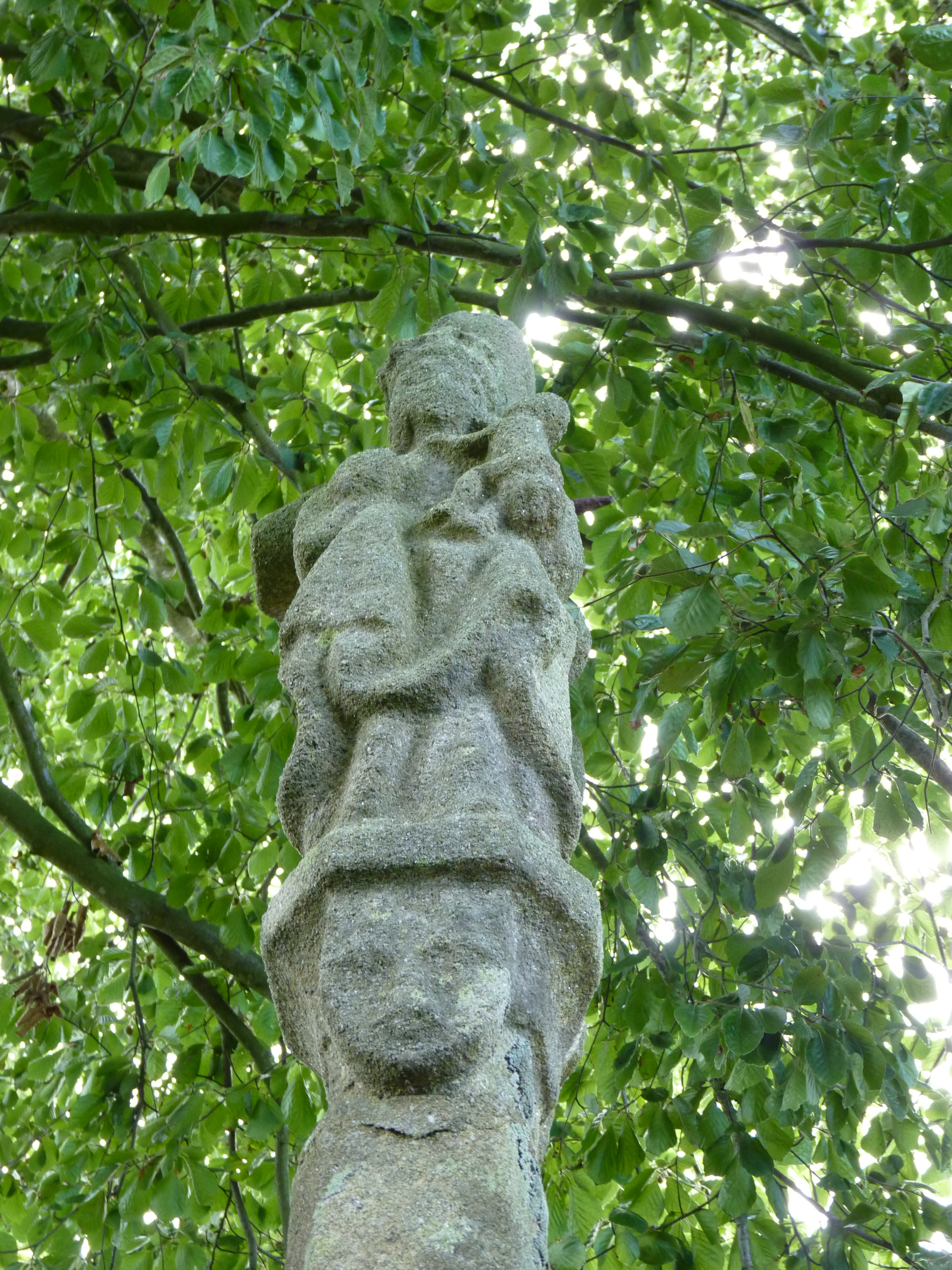
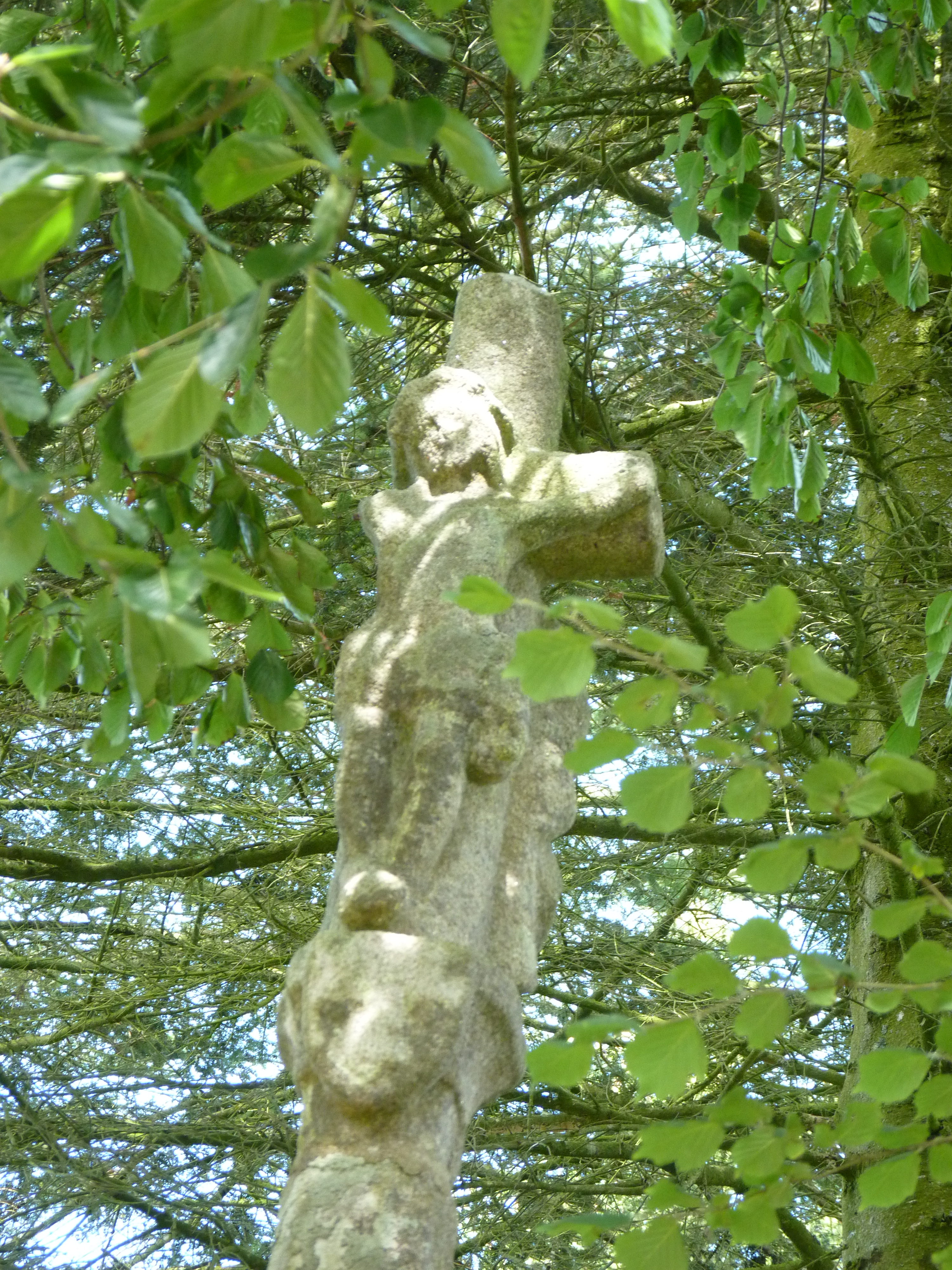